# Слепышовый восьмизуб
Слепышовый восьмизуб или куро-куро (лат. Spalacopus cyanus) — вид мелких южноамериканских грызунов. Единственный представитель рода Spalacopus.

## Описание
Длина тела 14—20 см, хвоста — 4—7 см. Имеют коричневый окрас и очень маленькие уши.

## Распространение и места обитания
Обитают в Чили в горах до высоты 3000 м.

## Питание и образ жизни
Слепышовые возьмизубы делают очень длинные горизонтальные норы. Кормятся луковицами, корневищами и клубнями растений. Делают крупные запасы съестного к зиме.

## Размножение
Самка раз в год приносит 5—6 детенышей